# كفتة تبريزية
كرات اللحم التبريزية والمعروفة أيضًا باسم الكفتة التبريزيّة هي وصفة كرات اللحم الإيرانية من مدينة تبريز. يشتمل الطبق عادةً على كرة لحم كبيرة مع اللحم والأرز والبازلاء الصفراء والأعشاب ومكونات أخرى وعصيرها الذي يتم تقديمه في طبق منفصل مع خبز سانجاك أو لافاش المبشور قبل الطبق الرئيسي.

## التحضير
المكونات عبارة عن لحم بقري مفروم، أرز، بازلاء صفراء، كراث، نعناع، بقدونس، بصل وتوابل للعجين، بيض مسلوق، جوز، بصل مقلي، مشمش مجفف لنواة الكفتة. يُسلق الأرز والبازلاء على حدة لمدة 15 دقيقة و نقطع بصلة واحدة إلى قطع صغيرة ونقليها بالزيت النباتي، نمزج جميع الخضروات ونقطعها إلى قطع صغيرة، يتم بشر بصلة أخرى الي قطع صغيرة وتصفي من عصيرها، يتم خلط جميع اللحم المفروم والبصل المطحون والأرز المسلوق والبازلاء المسلوقة والخضروات مع التوابل الأذربيجانية والملح وسحقهم جميعًا. يتم صنع كرة مطحونة من اللب ويوضع المشمش والبيضة المسلوقة في المنتصف، نضيف معجون الطماطم والتوت إلى البصل المقلي ويقلى لمدة دقيقتين مرة أخرى ثم صب الماء بداخله ويسخن حتى يغلي، توضع كرات اللحم بحذر داخل المزيج المغلي ويترك حتي يغلي لمدة نصف ساعة.

## أصل الكلمة
الكفتة التبريزية تعني كرات اللحم في تبريز، الكلمة مشتقة من الكفتة: تعني كلمة كوفتان بالفارسية الضرب أو الطحن.

## انظر ايضًا
- حساء اللحم المفروم
- مطبخ إيران